# Kanton Combeaufontaine
Kanton Combeaufontaine (francouzsky Canton de Combeaufontaine) je francouzský kanton v departementu Haute-Saône v regionu Franche-Comté. Tvoří ho 16 obcí.

## Obce kantonu
- Aboncourt-Gesincourt
- Arbecey
- Augicourt
- Bougey
- Chargey-lès-Port
- Combeaufontaine
- Cornot
- Fouchécourt
- Gevigney-et-Mercey
- Gourgeon
- Lambrey
- Melin
- La Neuvelle-lès-Scey
- Oigney
- Purgerot
- Semmadon